# Hovinbekken
Hovinbekken – potok w Oslo. 
Źródła Hovinbekken znajdują się w rejonie Nordmarka. Potok ma przebieg ma w przybliżeniu południkowy, płynąc z północy na południe i uchodząc do Akerselvy. Na znacznej części przebiegu jest ukryty pod ziemią.
W średniowieczu potok nazywano Klosterelva od klasztoru, koło którego przepływał. Jego odcinek był wówczas północną granicą Oslo. Na początku XIX w. nad potokiem zaczęto urządzać parki Grønlandspark i Klosterenga, a jego wody zasiliły parkowe stawy. Potok był jedną z atrakcji dla bogatego mieszczaństwa, jednak z czasem był coraz bardziej zanieczyszczony sanitarnie. W 1879 w ramach walki z durem brzusznym i innymi chorobami przenoszonymi przez wodę postanowiono orurować i schować pod ziemią siedem rzek i potoków płynących przez Oslo, w tym Hovinbekken. W XXI w. postanowiono na nowo odsłonić bieg potoku w miejscach, gdzie nie koliduje to z zabudową. Renaturyzacja odcinka odsłoniętego w parku Bjerkedalen została nagrodzona nagrodą architektoniczną miasta Oslo w 2015. 

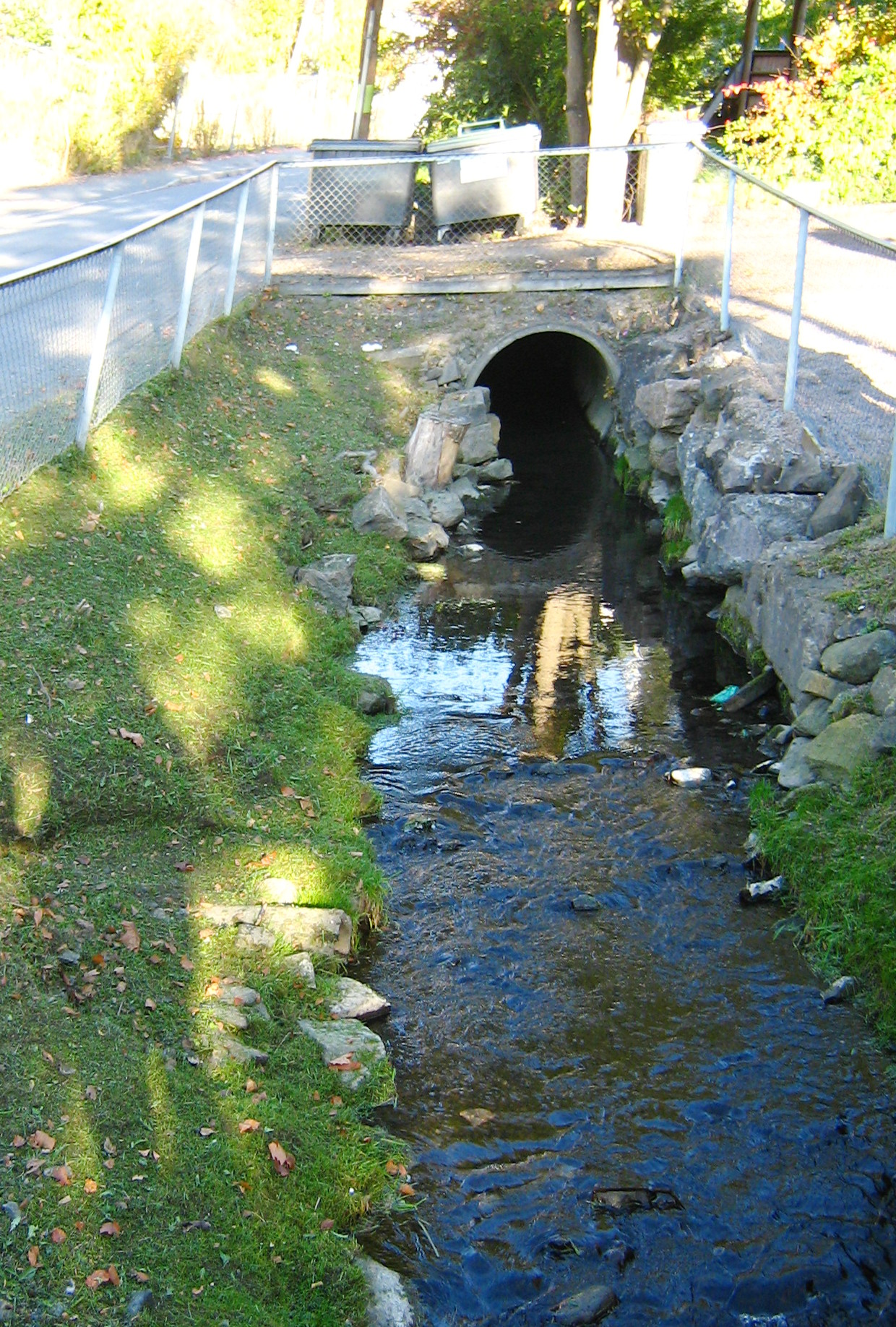
Hovinbekken wypływający spod ulicy
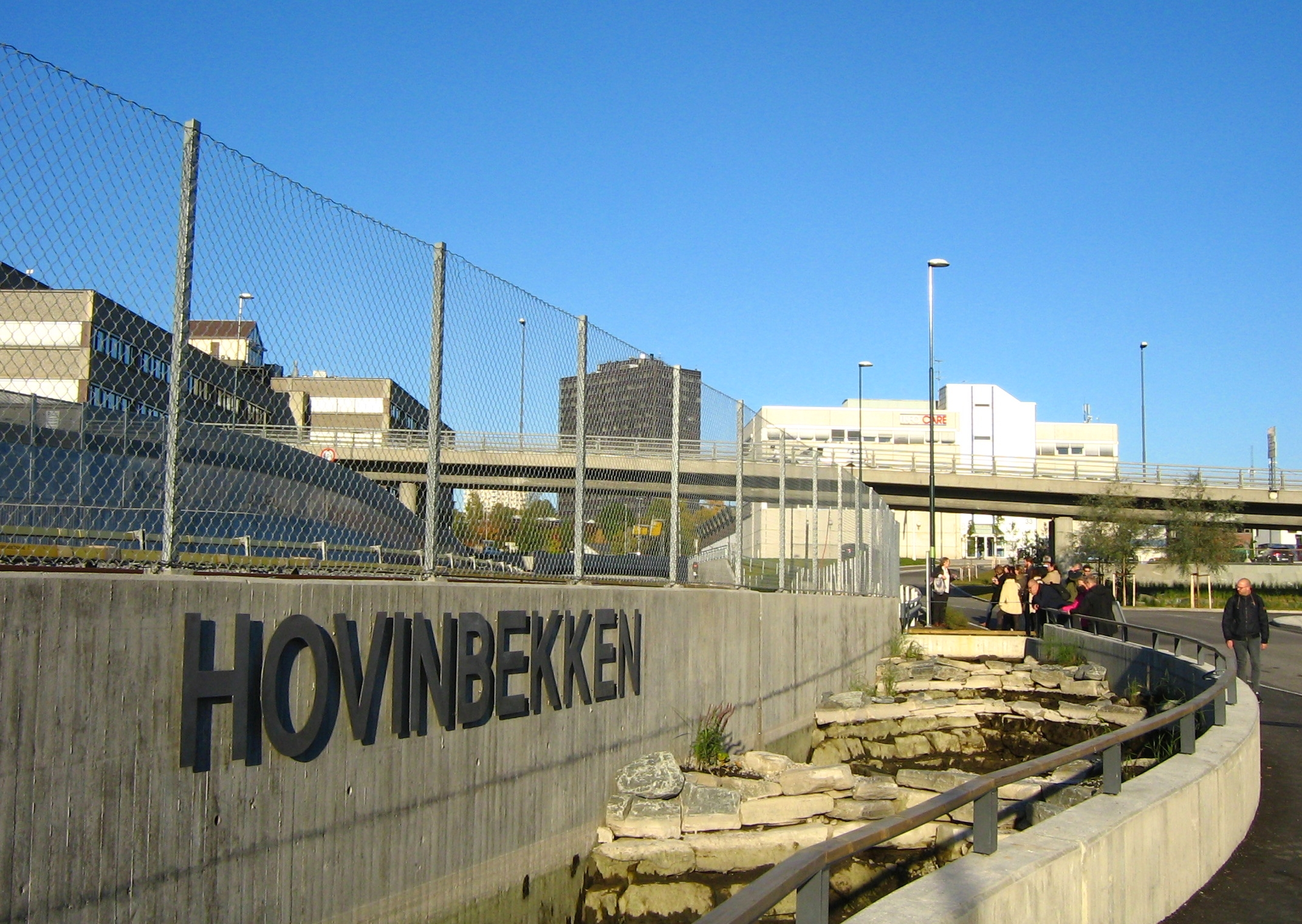
Hovinbekken w sztucznym korycie
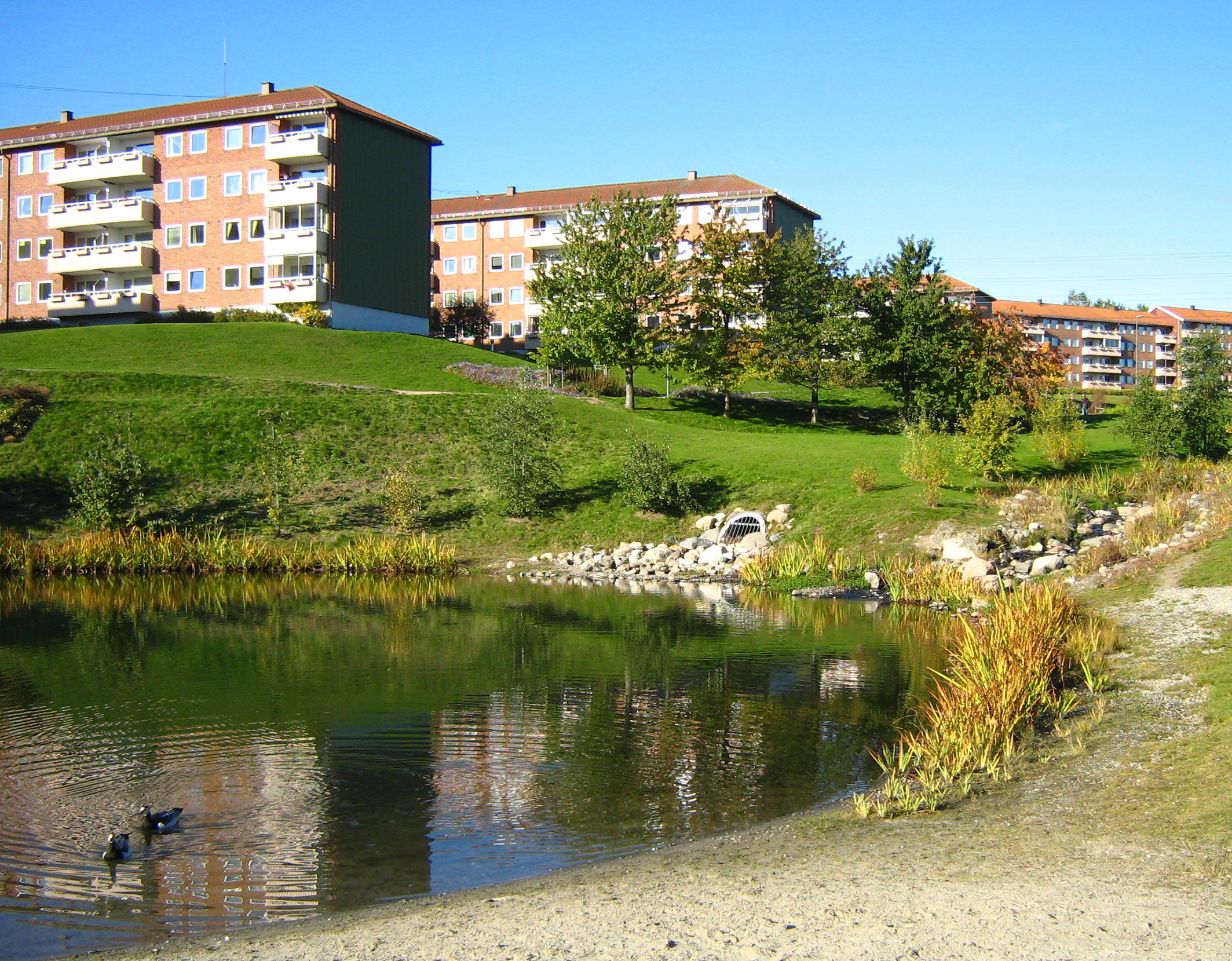
Odcinek w parku Bjerkedalen tworzący staw
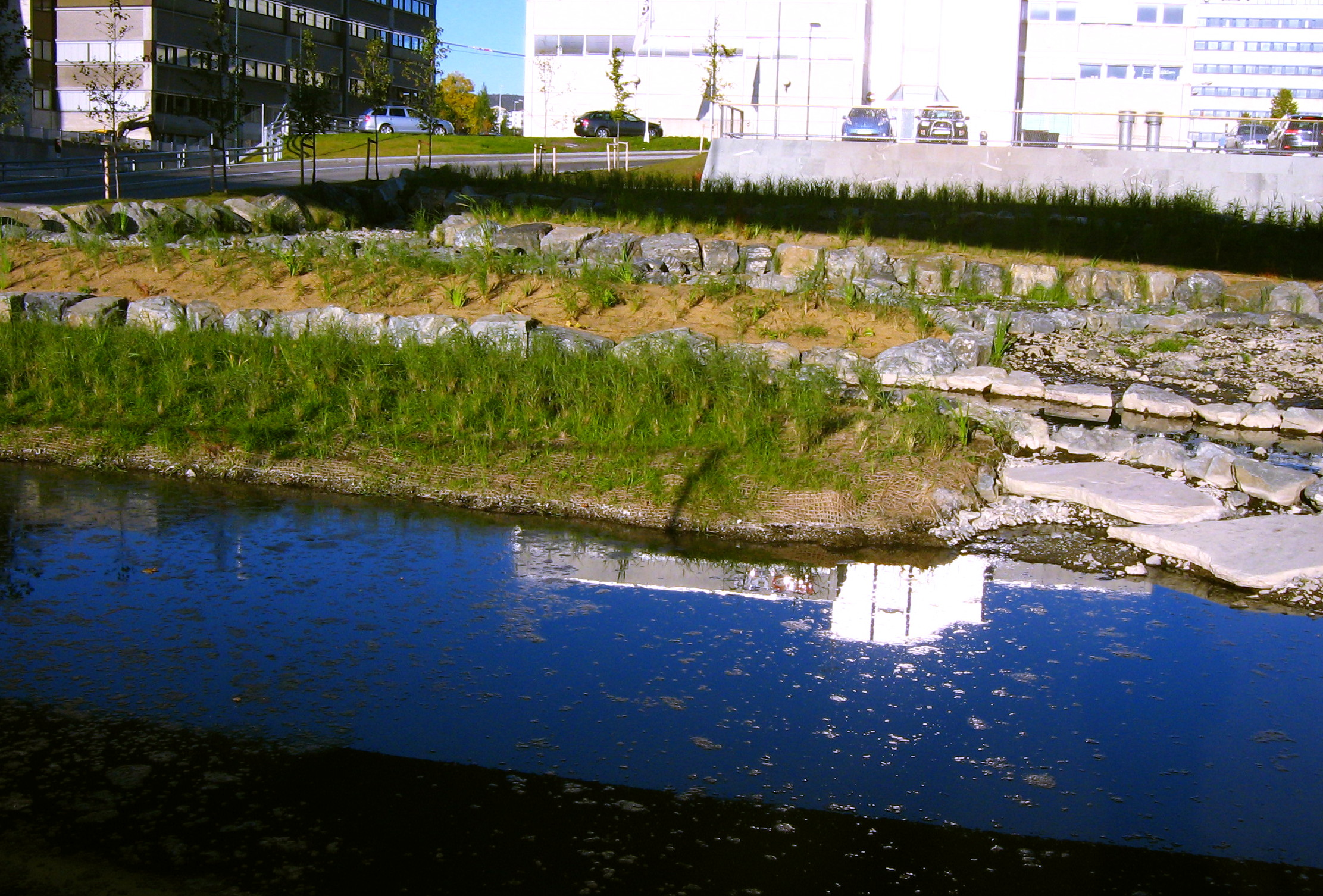
Makrofitowa oczyszczalnia ścieków na potoku
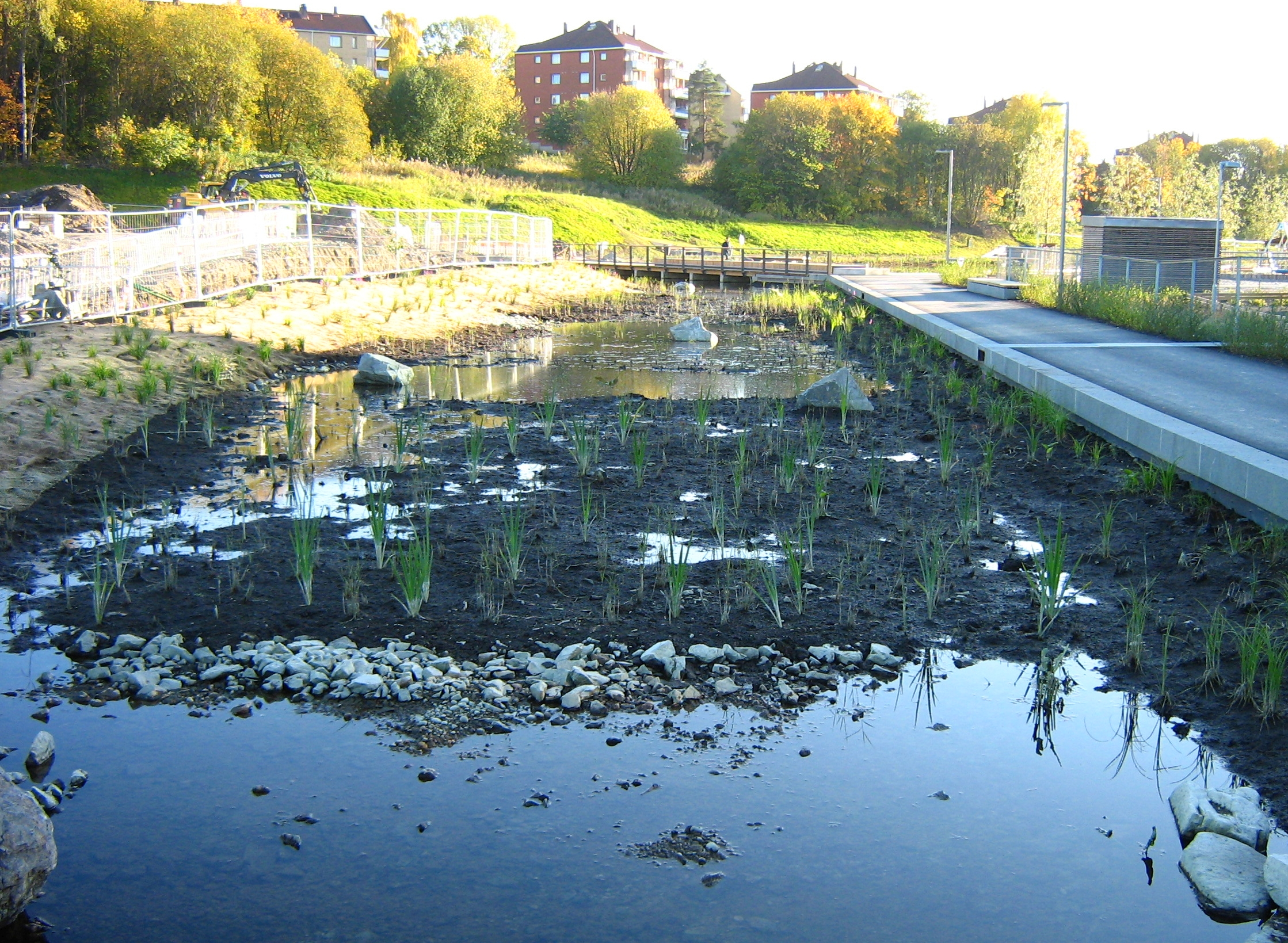
Świeżo wsadzone hydrofity